# Wario Land II
Wario Land II (Japans: ワリオランド２) is een platformspel, uitgebracht voor dat werd ontwikkeld en uitgegeven door Nintendo. Het spel kwam in 1998 uit voor de Game Boy en de Game Boy Color. Later volgde ook een release voor de Virtual Console. Het is tevens het tweede spel uit de serie van Wario Land en gaat verder waar het vorige deel, Wario Land: Super Mario Land 3, eindigde. Het perspectief van het spel is in de derde persoon.

## Het verhaal
Captain Syrup en haar bende zinnen op wraak. Ze trekken naar Wario's Castle om daar hun dierbare schatten, die Wario in het vorige deel heeft afgepakt, terug te halen. Als Wario na enkele uren wakker wordt, merkt hij uiteindelijk dat zijn schatten zijn verdwenen en hij zet de achtervolging in. Zal Wario erin slagen zijn om al zijn bezittingen opnieuw af te pakken van Captain Syrup en haar definitief te verslaan?

## Hoofdstukken
- Chapter 1: One Noisy Morning
- Chapter 2: SS Tea Cup
- Chapter 3: Maze Woods
- Chapter 4: In Town
- Final Chapter: Syrup Castle

## Platforms
| Jaar | Platform                 |
| ---- | ------------------------ |
| 1998 | Game Boy, Game Boy color |
| 2012 | Virtual Console (3DS)    |

## Ontvangst
| Beoordeeld door         | Jaar | Platform       | Score |
| ----------------------- | ---- | -------------- | ----- |
| Total! (Duitsland)      | 1998 | Game Boy       | 100%  |
| Gaming Target           | 2000 | Game Boy Color | 90%   |
| NintendoWorldReport     | 2012 | Nintendo 3DS   | 90%   |
| IGN                     | 2000 | Game Boy Color | 90%   |
| GameSpot                | 2000 | Game Boy Color | 89%   |
| Power Unlimited         | 1999 | Game Boy       | 85%   |
| Power Unlimited         | 1999 | Game Boy Color | 85%   |
| Portable Review         | 2007 | Game Boy Color | 82%   |
| Nintendo Power Magazine | 1998 | Game Boy       | 75%   |
| Nintendo Land           | 2003 | Game Boy Color | 67%   |